# Point Hill
Point Hill ist eine Streusiedlung im Landesinneren von Jamaika. Die Stadt befindet sich im County Middlesex im Parish Saint Catherine. Im Jahr 2010 hatte Point Hill eine Einwohnerzahl von 5887 Menschen.

## Geografie
Point Hill befindet sich in einer durchschnittlichen Höhe von 600 Meter über dem Meeresspiegel. Der Ort ist sehr weitflächig errichtet und besitzt keinen wirklichen Ortsmittelpunkt. Die höchsten Berge im Umkreis sind unter anderen der Mount Hoyle, Knollis Mountain und der Mount Felix. Die nächste Ortschaft ist das im Norden liegende Lluidas Vale. Von dort hat man Verbindung nach Ewarton, der nächstgrößeren Ortschaft, die sich am Highway A1 befindet.